# Klinika Dziennikarstwa
Klinika Dziennikarstwa – zespół niezależnych ekspertów-medioznawców wspieranych finansowo przez Instytut Dziennikarstwa i Komunikacji Społecznej Uniwersytetu Wrocławskiego oraz Szkołę Filmową im. Krzysztofa Kieślowskiego (dawniej Wydział Radia i Telewizji) Uniwersytetu Śląskiego.

## Historia i funkcjonowanie
Klinika powstała w 2016 r. według pomysłu prof. Kazimierza Wolnego-Zmorzyńskiego (kierownik Kliniki) i przy wsparciu prof. Jerzego Jastrzębskiego oraz red. Andrzeja Więckowskiego (pisarza). Głównym zadaniem zespołu ekspertów tworzących Klinikę jest: badanie stanu i kondycji współczesnego polskiego dziennikarstwa; wskazywanie na błędy jakie popełniają dziennikarze; diagnozowanie chorób (stąd nazwa) na jakie zapada dziennikarstwo oraz systematyczna jego ocena.
Efektem pracy Kliniki są publikacje książkowe, które wskazują na głęboki kryzys dziennikarstwa w Polsce. Jedną z jego przyczyn jest wg, nich upolitycznienie mediów, którego skutkiem jest m.in. upadek autorytetu tej profesji. Eksperci kliniki wskazują, że to media publiczne winne powinny być miejscem dla profesjonalnego dziennikarstwa, ale do tego jednak potrzebna jest dobra wola środowisk politycznych. Jednym ze sposobów wyjścia z kryzysu byłoby wg nich odwołanie się do etycznych podstaw zawodu dziennikarza, a także oparcie go na normach i regułach prawa. Ekspercie Kliniki powodów bolączek mediów upatrują także w systemie kształcenia dziennikarzy. Zwracają uwagę m.in. na niską jego jakość i na niedofinansowanie tych kierunków studiów.

## Eksperci
- prof. Janusz Adamowski (UW),
- prof. Jerzy Bralczyk (UW),
- red. Bernadetta Cich (TVP Kraków),
- prof. Michał Drożdż (UPJPII),
- prof. Krystyna Doktorowicz (UŚ),
- prof. Wiesław Godzic (SWPS),
- prof. Jerzy Jastrzębski (UWr),
- prof. Stanisław Jędzejewski, (ALK),
- prof. Katarzyna Konarska (UWr),
- dr Paweł Płaneta (UJ),
- prof. Tadeusz Kononiuk (UW),
- prof. Tomasz Mielczarek (UJK),
- prof. Jacek Sobczak (UJD),
- prof. Jacek Wasilewski (UW),
- prof. Kazimierz Wolny-Zmorzyński (UŚ) - kierownik Kliniki,
- prof. Aleksander Woźny (UWr).

## Publikacje książkowe
- Klinika Dziennikarstwa – credo, Wydawnictwo Uniwersytetu Wrocławskiego, 2016 r.
- Klinika Dziennikarstwa – diagnoza, Wydawnictwo Uniwersytetu Wrocławskiego, 2017 r.
- Klinika Dziennikarstwa – profilaktyka i edukacja, Wydawnictwo Uniwersytetu Wrocławskiego, 2019 r.
- Klinika Dziennikarstwa – informacja czy mizeria informacji?, Wydawnictwo Uniwersytetu Wrocławskiego, 2021r.
- Klinika Dziennikarstwa – dziennikarze i politycy, Wydawnictwo Uniwersytetu Wrocławskiego, 2022 r.